# Oxyopes sakuntalae
Oxyopes sakuntalae är en spindelart som beskrevs av Benoy Krishna Tikader 1970. Oxyopes sakuntalae ingår i släktet Oxyopes och familjen lospindlar. Inga underarter finns listade i Catalogue of Life.